# Caroline Glick
Caroline Glick (em hebraico:  קרולין גליק; Houston, 1969) é um colunista, jornalista e autora conservadora israelense nascida nos Estados Unidos. Escreve para Israel Hayom, Breitbart News, The Jerusalem Post e Maariv. É membro sênior adjunta para Assuntos do Oriente Médio no Centro de Política de Segurança com sede em Washington, DC, e dirige o Projeto de Segurança Israelense no David Horowitz Freedom Center. Em 2019, foi candidata na lista do partido político israelense Nova Direita para o Knesset.

## Primeiros anos e educação
Glick nasceu em Houston Texas, nos Estados Unidos, em uma família judia. Se mudaram para Chicago quando era bebê, e cresceu no bairro de Hyde Park. Formou-se no Columbia College, Universidade Columbia, em 1991, com um bacharelado em ciência política.
Como uma adolescente viajando com seus pais e irmãos, ela visitou Israel pela primeira vez no início da Primeira Guerra do Líbano de 1982. Glick imigrou para Israel em 1991 e se juntou às Forças de Defesa de Israel (abreviado do inglês: IDF).
É irmã da diplomata americana Bonnie Glick. Em 2007, se casou com o advogado de Jerusalém, Ephraim Katzir, mas se divorciaram. Mais tarde, Glick se casou com Shimon Suisa.

## Carreira

### Nas forças armadas
Glick se juntou à Força de Defesa de Israel em agosto de 1991. Trabalhou na divisão Juiz Advogada Geral da IDF durante a Primeira Intifada em 1992 e, enquanto estava lá, editou e foi coautora de um livro publicado pela IDF, Israel, a Intifada e o Estado de Direito. Após os Acordos de paz em Oslo, trabalhou como coordenadora de negociações com a Autoridade Nacional Palestina. Se aposentou das forças armadas com o posto de capitão no final de 1996.

### No governo
Após sua desmobilização, Glick trabalhou por cerca de um ano como assistente do diretor geral da Autoridade de Antiguidades de Israel. Ela então atuou como assessora assistente de política externa do primeiro-ministro Benjamin Netanyahu em 1997-1998. Glick retornou aos Estados Unidos para obter um mestrado em políticas públicas pelaKennedy School of Government, da Universidade de Harvard em 2000.

### No jornalismo
Após seu retorno a Israel, tornou-se a principal correspondente diplomática do jornal Makor Rishon, para o qual escrevia uma coluna semanal em hebraico. Também foi vice-editora-gerente do The Jerusalem Post e atuou como colunista sênior e editora colaboradora sênior até o início de 2019. No verão de 2019, Glick ingressou no jornal de maior circulação de Israel, Israel Hayom, onde trabalha como colunista sênior para suas edições em hebraico e inglês. Suas colunas foram publicadas no The Wall Street Journal, no New York Times, no National Review, no Boston Globe, no Chicago Sun-Times, no Commentary Magazine, no  Washington Times, no Maariv, no Moment, e em outros jornais. Glick também contribuiu para muitos periódicos online. Além de aparecer nas principais redes de televisão de Israel, apareceu em programas de televisão dos Estados Unidos vistos na MSNBC e no Fox News Channel. Faz aparições frequentes em rádios nos EUA e em Israel.
Em 2003, durante a Operação Iraqi Freedom, Glick foi incorporada à 3ª Divisão de Infantaria do Exército dos Estados Unidos, e apresentou relatórios de linha de frente para o The Jerusalem Post e o Chicago Sun-Times. Por telefone via satélite, também reportava diariamente nas linhas de frente do noticiário do Canal 1 israelense. Glick estava no local quando as forças americanas tomaram o Aeroporto Internacional de Bagdá. Recebeu um distinto prêmio de serviço civil do Secretário do Exército dos EUA por suas reportagens no campo de batalha.
É autora de The Israel Solution: A One State Plan for Peace in the Middle East e Shackled Warrior: Israel and the Global Jihad. É a pesquisadora sênior adjunta para Assuntos do Oriente Médio no Centro de Políticas de Segurança, e é uma das várias coautoras do último livro do Centro, War Footing. Atuou no passado como pesquisadora sênior no Instituto de Pesquisa de Teoria Operacional da IDF (o think tank de maior prestígio do estabelecimento de Defesa de Israel). Também trabalhou como professora adjunta em guerra tática no Command and Staff College da IDF.
Em seu suplemento do Dia da Independência de Israel em 2003, o jornal israelense Maariv a nomeou a mulher mais proeminente em Israel. Foi a ganhadora em 2005 do prêmio Ben Hecht, da Organização Sionista da América pela categoria Jornalismo Excepcional (os ganhadores anteriores foram AM Rosenthal, Sidney Zion e Daniel Pipes ). Também recebeu o Prêmio Abramowitz de Crítica de Mídia pelo Israel Media Watch. Um representante da organização elogiou o alto grau de profissionalismo de Glick e suas reportagens críticas, depois que Glick escreveu uma série de artigos acusando a mídia israelense de descaradamente angariar apoio para a execução do plano de retirada. Em 31 de maio de 2009, recebeu o Prêmio Guardião de Sião do Ingeborg Rennert Center for Jerusalem Studies da Bar Ilan University.
Ela fundou e editou o site de sátira política em hebraico Latma TV de 2009 a 2013.
Em julho de 2012, a empresa David Horowitz Freedom Center anunciou a contratação de Glick como diretora de seu Projeto de Segurança de Israel.[carece de fontes?]

## Política
Em um artigo de opinião do Jerusalem Post sobre o assunto do acordo nuclear com o Irã publicado em 13 de agosto de 2015, Glick apresentou o judaísmo americano em uma encruzilhada, sendo ameaçado pelo presidente Obama de arriscar tanto a alienação do Partido Democrata quanto o enfraquecimento do tradicional partido israelense- Relacionamento com os EUA se os influentes líderes judeus americanos não apoiarem o acordo nuclear.
Em janeiro de 2019, tornou-se membro do partido Nova Direita israelense. Ela concorreu sem sucesso para a eleição para o Knesset nas eleições legislativas de Israel em abril daquele ano, ficando na sexta posição da lista eleitoral do partido Nova Direita.

## Recepção
The Israeli Solution: A One-State Plan for Peace in the Middle East, a defesa de Glick da anexação da Cisjordânia a um estado judeu, foi publicada em fevereiro de 2014. Glick escreveu um artigo introdutório para o The Jerusalem Post. Um revisor do The National, dos Emirados Árabes Unidos, ficou intrigado, mas achou o livro problemático e falho, considerou a história do autor "mentirosa" e viu o resultado provável como o colapso em uma guerra civil. Outra resenha no Asia Times ganhou mais simpatia: o revisor aprova o estudo demográfico de Glick (embora com ressalva, devido a Sergio DellaPergola), e conclui que, "Se você ler apenas um livro sobre o Oriente Médio este ano, deve ser o de Caroline Glick".

## We Con the World
Em junho de 2010, Glick coproduziu e apareceu em We Con the World, um vídeo satírico da Latma TV sobre a tentativa da flotilha de Gaza de romper o bloqueio israelense de Gaza. O videoclipe rapidamente ganhou mais de 3 000 000 de acessos de espectadores do YouTube, antes de ser removido abruptamente pelo site de hospedagem online devido a suposta violação de direitos autorais; Glick contestou as acusações de violação, alegando o direito de uso justo. O vídeo atraiu tanto críticas, quanto elogios. Escrevendo para o The Guardian, Meron Rapoport disse que o vídeo era "anti-muçulmano", enquanto Eileen Read, escrevendo paraThe Huffington Post, descreveu a zombaria da tripulação da flotilha como "de mau gosto e descaradamente racista". Glick rejeitou as alegações de que o vídeo é ofensivo, dizendo: "O objetivo da sátira é deixar as pessoas desconfortáveis. Não estamos tentando ser justos e equilibrados, estamos tentando fazer um ponto."